# 4840 Otaynang
A 4840 Otaynang (ideiglenes jelöléssel 1989 UY) a Naprendszer kisbolygóövében található aszteroida. Y. Oshima fedezte fel 1989. október 23-án.